# 白舒桦
白舒樺 （1981年10月4日—），曾任三立電視新聞部記者兼任三立新聞台主播。
2017-2020年曾任新竹市政府行政處處長
2022- 現任三立電視新聞部副總經理。

## 經歷
- KISS RADIO大眾廣播記者
- 三立新聞台記者、主播
- 三立新聞台專任主播
- 三立iNEWS主播。
- 新竹市工商發展投資策進會總幹事
- 新竹市政府行政處處長。
- 三立電視新聞部副總經理。

## 簡歷
- 2017年9月1日，新竹市工商發展投資策進會總幹事白舒樺接任新竹市政府行政處處長。
- 2022年4月，任三立電視為新聞部副總經理。